# ديفيد كاسيدي
ديفيد كاسيدي (بالإنجليزية: David Cassidy)‏ (مواليد 12 أبريل 1950 في مانهاتن - الوفاة 21 نوفمبر 2017)، هو ممثل ومغني وعازف غيتار أمريكي بدأ مسيرته الفنية سنة 1969، بعد شهرته بدور «كيث بارتريدج» في المسلسل الموسيقي ذا بارتريدج فاميلي. وأصبح من وقتها محبوب المراهقين شعبياً لدى الجماهير. وبعد هذا المسلسل واكتشاف موهبته الغنائية أصدر ألبوم «تشيريش» (1972) وباع ملايين النسخ منه.

## وصلات خارجية
- الموقع الرسمي
- ديفيد كاسيدي على موقع IMDb (الإنجليزية)
- ديفيد كاسيدي على موقع روتن توميتوز (الإنجليزية)
- ديفيد كاسيدي على موقع ألو سيني (الفرنسية)
- ديفيد كاسيدي على موقع ميوزك برينز (الإنجليزية)
- ديفيد كاسيدي على موقع تيرنر كلاسيك موفيز (الإنجليزية)
- ديفيد كاسيدي على موقع أول موفي (الإنجليزية)
- ديفيد كاسيدي على موقع قاعدة بيانات برودواي على الإنترنت (الإنجليزية)
- ديفيد كاسيدي على موقع قاعدة بيانات الأفلام السويدية (السويدية)
- ديفيد كاسيدي على موقع إن إن دي بي (الإنجليزية)
- ديفيد كاسيدي على موقع أول ميوزيك (الإنجليزية)